# Umount (unix)
umount é um comando unix/linux usado para desmontar sistemas de arquivos previamente montados e que não estejam em uso.
Sintaxe: